# Культура Химачал-Прадеш
Химачал в числе тех штатов, что хранят старые традиции, в значительной степени из-за труднодоступности горных долин. Но всё же с приходом современной техники штат меняется очень быстро.
Химачал-Прадеш — многоконфессиональный, многокультурный и многоязычный штат, что в целом характерно для Индии. Самые распространённые языки включают Хинди, Пенджаби, Пахари, Догри, Мандели, Кангри и Киннаури. Индуисты штата состоят из таких общин как: Брахманы, Раджпуты, Каннеты, Рати and Коли. Также в штате есть народности, сохранившие племенной уклад: Гадди, хиджры, Гуджары, Пангавалы и Лахаули.
Химачал хорошо известен своими ремёслами. Ковры, работа по кожи, платки, рисунки, работа по металлу, дереву и картины производятся в штате. Кашемировые шали идут на экспорт. Химачальские шапки также известны в Индии.
Местная музыка и танцы показывают культурное единство штата. Через танцы и музыку, они почитают своих богов на религиозных праздниках.
Кроме праздников и фестивалей, что празднуются по всей Индии, есть множество праздников и фестивалей, которые имеют значение именно для Химачал-Прадеша.
Каждодневная еда Химачальцев подобна еде остальных жителей северной индии. Она включает чечевицу, бульон, рис, овощи и хлеб. В отличие от остальной Индии, не-вегетарианские блюда являются более предпочтительным. В штате также готовят Патир, Чаук, Бхагджери и чатни из кунжута.

## Этносы
Около 96 % населения штата — индуисты, состоят из таких общин как: Брахманы, Раджпуты, Каннеты, Рати and Коли. Также в штате есть народности сохранившие племенной уклад: Гадди, хиджры, Гуджары, Пангавалы и Лахаули. Гадди — пастухи, кочующие по горам, зимой они живут в долинах, а летом поднимаются на горные пастбища. Киннары — обитатели Киннаура и они до сих пор сохраняют полигамию и полиандрию. Гуджары также кочевники, они пасут стада буйволов. Лахаульцы из Лахаул и Спити главным образом исповедуют буддизм, и близки тибетцам, которые также живут в штате. Небольшое количество мусульман, христиан, и сикхов, также присутствует в штате.
Исторически, большая часть населения была занята в сельском хозяйстве, но ныне многие желают получить образование и работать в сфере услуг.
Мужчины-брахманы носят дхоти, курта, верхнюю шерстяную одежду, чалму и полотенце для рук. Раджпуты носят пижаму-чуридар, длинное пальто и накрахмаленный тюрбан. Сейчас всё больше людей носят западную одежду или сочетают её с местной.
Типичный дом строят из глиняных кирпичей и делают шиферную крышу. В некоторых местах на смену старым деревянным крышам, пришли деревянные.

## Искусства и ремёсла
Химачал хорошо известен своими ремёслами. Ковры, работа по коже, платки, рисунки, работа по металлу, дереву и картины производятся в штате. Кашемировые шали идут на экспорт. Химачальские шапки также известны в Индии. Племя, называемое Дом, — эксперты в производстве изделий из бамбука: коробок, лежанок, стульев, корзин и полок. Металлические изделия включают: кухонные приборы, ритуальные чаши, идолы богов, золото и серебряные украшения.
Ткачество, резьба, рисование стали частью жизни химачальцев. Химачальцы разрабатывают дизайн шалей, особенно в Куллу. Предметы искусства из Химачала попадают во многие музеи и художественные галереи.
Женщины активно занимаются гончарным ремеслом, а мужчины плотницким. На протяжении веков дерево используется химачальцами для строительства храмов, домов, статуй богов и т. д.

## Музыка и танцы
Местная музыка и танцы показывают культурное единство штата. Через танцы и музыку, они почитают своих богов на религиозных праздниках.
Некоторые разновидности танца в Химачале Лосар шона чуксам(Киннаур), Данги (Чамба),  Ги и Бурах, (Сирмоур), Наати, Кхараит, Уджагджама и Чадхгебрикар (Кулло) и Шунто (Лахаул и Спити).
Население штата предпочитает народную музыку, классическая же форма не выработалась.
Танцы же сложны и разнообразны. Они играют важную роль в племенной культуре химачальцев, практически нет праздников без танцев. Такие танцы как Дулшол, Дхарвеши, Дроди, Дев Наритя, Ракшас Нритя, Дангги, Ласа, Нати и Нагас танцуются по всему региону.

## Ярмарки и фестивали
Кроме праздников и фестивалей, что празднуются по всей Индии, есть множество праздников и фестивалей, которые имеют значение именно для Химачал-Прадеша. На эти праздники химачальцы надевают свою традиционную одежду и украшения, чтобы подчеркнуть свою причастность к «роду». Некоторые из этих ярмарок и фестивалей, такие, как Куллу Дуссехра, Маха-Шиваратри (Манди), Шулини Мела (Солан), Минджарская ярмарка (Чамба), Мани Махеш Чхари Ятра (Чамба), ярмарка Ренука (Сирмур), выставка Лави (Рампур), ярмарка Враджешвари (Кангра), ярмарка Джваламукхи (Джваламукхи), Холи (Суджанпур), и Наина Деви (Биласпур), Фулейч (Киннаур)

## Кухня
Каждодневная еда Химачальцев подобна еде остальных жителей северной индии. Она включает чечевицу, бульон, рис, овощи и хлеб. В отличие от остальной Индии, не-вегетарианские блюда являются более предпочтительными. В штате также готовят Патир, Чаук, Бхагджери и чатни из кунжута.